# Mahmoud Mekki
Mahmoud Mekki (en árabe: محمود محمود محمد مكي) (n. 1954 en la Gobernación de Alejandría) es un magistrado y político egipcio. El 12 de agosto de 2012.

## Carrera
fue nombrado Vicepresidente de la República Árabe de Egipto por el presidente Mohamed Morsi. Renunció durante la segunda vuelta del el día de la votación sobre la nueva constitución, el 22 de diciembre de 2012.